# Liste der Monuments historiques in Villers-Franqueux
Die Liste der Monuments historiques in Villers-Franqueux führt die Monuments historiques in der französischen Gemeinde Villers-Franqueux auf.

## Liste der Objekte
| Bezeichnung                 | Beschreibung                                                  | Standort                           | Kennzeichnung | Schutzstatus    | Datum  | Bild |
| --------------------------- | ------------------------------------------------------------- | ---------------------------------- | ------------- | --------------- | ------ | ---- |
| Zwei Konsoltische           | Holz, 18. Jahrhundert; während des Ersten Weltkriegs zerstört | in der Kirche St-Théodulphe (Lage) | PM51001681    | Classé gelöscht | ? 1942 |      |
| Marien-und-Theodulf-Fenster | bezeichnet 1551; während des Ersten Weltkriegs zerstört       | in der Kirche St-Théodulphe (Lage) | PM51001682    | Classé gelöscht | ? 1942 |      |